# Wandgemälde des Kruzifixus in der Ärmeltunika (St. Lambertus, Düsseldorf)

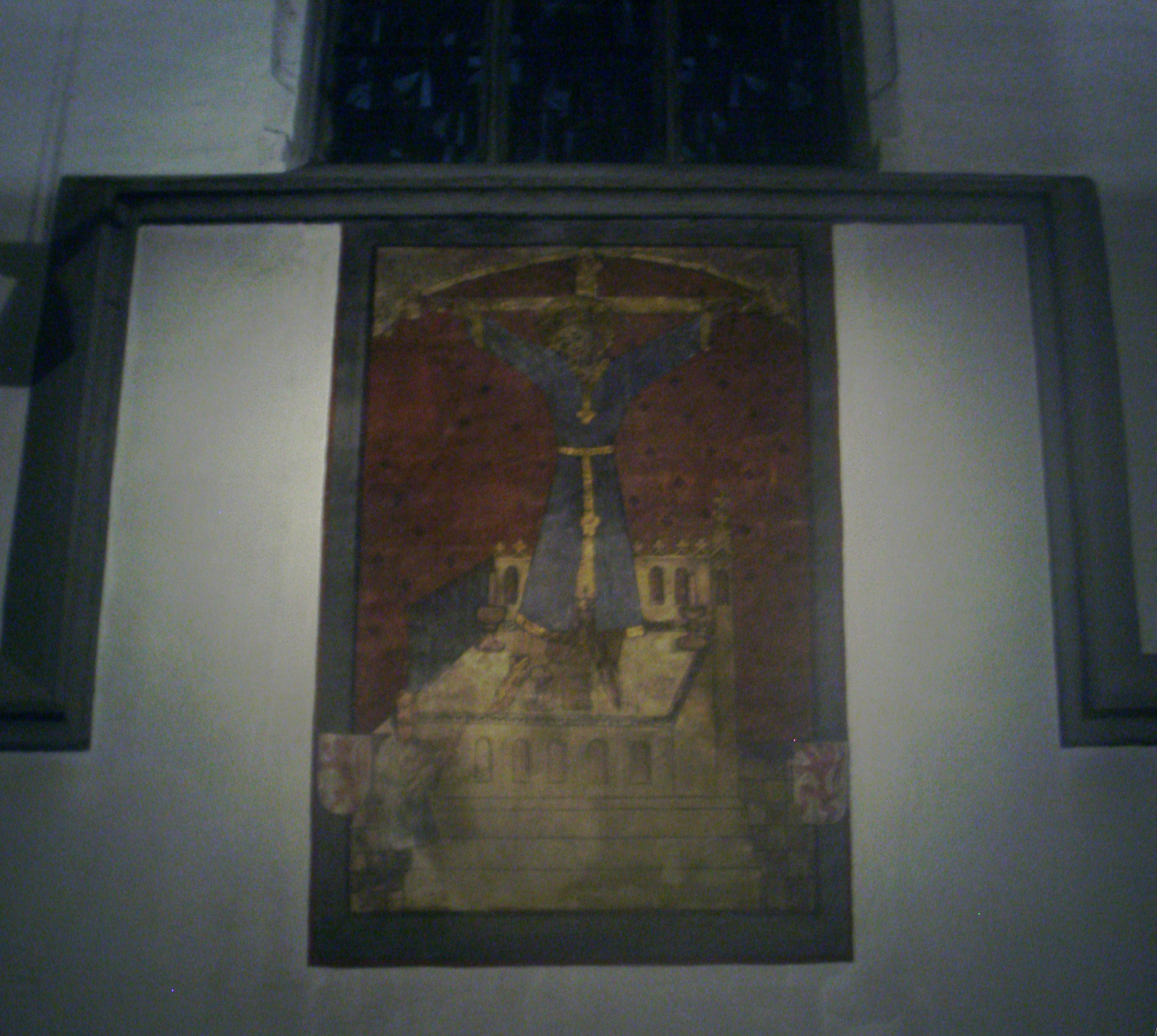
Wandgemälde des Volto Santo heute. Eine bessere Abb. [https://www.heiligenlexikon.de/BiographienW/Wilgefortis.html Wilgefortis

Das Wandgemälde des Kruzifixus in der Ärmeltunika in der Düsseldorfer Lambertuskirche stammt aus der zweiten Hälfte des 15. Jahrhunderts und ist ein Werk der Kölnischen Schule. Es war ursprünglich mit Stoff überspannt und übertüncht worden. Das Kunstwerk zeigt eine männliche Figur mit Bart, die mit langem Gewand am Kreuz hängt. Zu Füßen des Altars kniet der Geiger, der von der Gestalt am Kreuz einen goldenen Schuh zugeworfen bekommt (das sog. Schuhwunder). Bemerkenswert ist das doppelt dargestellte Wappen: es soll nach Ansicht der älteren Literatur den bergischen Löwen zeigen, im Hintergrund sind die Farben des Landeswappen Sachsens zu sehen. Insbesondere glaubt Clemen, dass die Hochzeit von Gerhard VII. von Jülich-Berg mit Sophie von Sachsen-Lauenburg im Jahr 1446 die Grundlage für die Darstellung sein könnte: „Die Vereinigung des bergischen Löwen mit den sächsischen Farben weist auf die Vermählung des Herzogs Gerhard II. mit Sophie von Sachsen-Lauenberg im J. 1441“.

## Bisherige Forschung
Unabhängig von seiner Deutung zeigt das Secco-Wandbild in St. Lambertus zunächst einmal eine Volto-Santo-Darstellung (Hl. Kreuz von Lucca), wie sie auf Wandgemälden nördlich der Alpen im 14. und 15. Jahrhundert üblich war mit dem Kreuz auf einem Altar, mit Nimbus, Leuchtern und Spielmann bzw. dem Schuhwunder als Wahrzeichen des Kreuzes von Lucca. In der Literatur wurde und wird das Düsseldorfer Wandbild als Volto Santo wie auch als Kümmernis bezeichnet. Dagegen votierten Schnürer/Ritz 1934 für die Darstellung des Volto Santo. Sie widersprachen damit der älteren Ansicht um 1870 wie auch Paul Clemen 1894  („Wilgefortis oder Kümmernis“ – so!!). In seiner  Korrektur 1930 schrieb Clemen von einem Volto Santo „in Verbindung mit der Kümmernislegende“. In jüngerer Zeit bezeichneten Norbert Nussbaum 1984 und Hermann J. Richartz 2004 das Bild als Kümmernis. Dehio-Rheinland 2005 wiederum als Volto Santo. In ihrer Publikation von 2008 entschied sich  Gisela Cursiefen für die Deutung als Kümmernis.

## Bilddeutung
In der Literatur wird das Bild stilkritisch („Kölnische Schule“) und anhand heraldischer Zuweisungen zwischen 1444 und 1484 datiert. Mit diesem Zeitrahmen kommt formal auch eine Deutung als Kümmernis in Frage, zu deren Darstellung in Süddeutschland ab 1470 einheimische Vorlagen für Wandbilder des Volto Santo, eben eines Kruzifixus in der Tunika auf einem Altar mit Spielmann an der Seite übernommen wurden. (Nur die süddeutsche Kümmernis ist mit der Volto-Santo-Darstellung verbunden.) Der Kult der Kümmernis entstand aber erst ab 1470 in Süddeutschland, nachdem vom Rhein her der ältere flämisch-südniederländische Wilgefortis/Sint Ontkommer-Kult eingeführt worden war. Nun wurde in dem Gebiet am Niederrhein und an der südlichen Ostseeküste (Rostock) seit ungefähr 1400 die Wilgefortis/Ontkommer verehrt, für die man ganz andere Darstellungen verwendete. Hier ist nämlich Wilgefortis an das auf der Erde stehende Kreuz gebunden bzw. Sint Ontkommer genagelt, umgeben von den Personen der Legende wie Vater, Freier, Henker, aber ohne(!) Spielmann.
Will man das Bild in Düsseldorf für die „Kümmernis“-Verehrung reklamieren, so muss man nachweisen, dass der Kult der süddeutschen Kümmernis mit ihrer V.-S.-Darstellung an den Niederrhein übertragen wurde. Für diesen Import gibt es im Rheinland keine Belege für das 15. Jahrhundert. Heinz Finger und Ulrich Brzosa erwähnen in ihren Darstellungen den Kult von Wilgefortis und Kümmernis nicht für  Düsseldorf. Zumal sogar im süddeutschen Ursprungsgebiet die sechs frühen Darstellungen für die Kümmernisverehrung in Schwaben und Franken nicht vor das letzte Viertel des 15. Jahrhunderts, wenn nicht erst um die Jahrhundertwende zu datieren sind. Zweitens bestehen allgemein in der Frühzeit des Kultes keine persönlichen Stifterbilder für die Kümmernis. Drittens wurde die Kümmernis wie schon zuvor Wilgefortis/Ontkommer sehr oft mit Altar und Liturgie verehrt. Über diesen regelrechten Kult haben wir für St. Lambertus wie auch allgemein für Düsseldorf vor 1500 keine historischen Nachrichten.
Dagegen zeigt das Wandbild die signifikanten Merkmale einer nordalpinen Volto-Santo-Darstellung, wie sie zur Verehrung des Kreuzes von Lucca diente. Hierzu gehören die relativ große Bildfläche, die große Höhe der Anbringung und vor allem die Zeichen der persönlichen Verehrung – hier anstelle einer figürlichen Wiedergabe der/des Stifter(s) ihre/seine Wappen. Das Bild hat die Maße H. 2,40 m x B. 1,65 m. Die Anbringungshöhe  beträgt ca. 3,50 m. Vergleiche bspw. Bildfläche und Anbringungshöhe in Bamberg ca. 9 m²/ca. 10 m; Marburg 2,2 m²/ca. 3 m; Rostock 20,5 m²/4,32 m; Weißenburg 11,6 m²/ca. 3 m. Charakteristisch ist, dass der Ort über dem Südportal eine liturgische Verehrung mit Altar ausschließt. Die Wandbilder waren Andachts- und Erinnerungsbilder an Lebensphasen, in denen der Stifter eine besondere Beziehung zum Luccheser Kreuz und seinem wundertätigen Heilsangebot hatte. Vor allem entspricht die Verbindung des Bildes mit Stifterfigur oder -wappen den sozialen Verhältnissen der Verehrer. Vom 14. bis zum frühen 15. Jahrhundert kamen die Verehrer aus Adel, Patriziat und ranghoher Geistlichkeit. Schnürer/Ritz schreiben zu recht von einem „… Kult der Reichen.“. Adel und Patriziat lernten den Volto Santo überwiegend bei ihren Diensten als Reitersöldner in Italien während des 14. Jahrhunderts kennen, die Geistlichen während ihres Studiums in Bologna, Ferrara usw.

## Heraldische Probleme und Datierung
Für die Identifizierung der Stifter (und damit auch für die Datierung) anhand des zweifach wiedergegebenen Wappens (in Weiß über Grün geteiltem Schild ein nach rechts schreitender blau bekrönter roter Löwe mit Doppelschwanz) bietet die Literatur zwei unterschiedliche heraldische und damit zeitliche Ansätze. Der ältere betrachtet das Wappen als eine Art kombiniertes Wappen von Herzog Gerhard VII. von Jülich-Berg (reg. 1437–1460, † 1475) und der Sophie von Sachsen-Lauenburg (ca. 1430–1473), Heirat 1444, und datiert demgemäß das Bild in die 1440er Jahre. Dagegen weist Gisela Cursiefen überzeugend das gedoppelte Wappenbild der weit verzweigten Adelsfamilie von der Horst zu und zwar ihrem rheinisch-bergischen Zweig, der in der Umgebung von Düsseldorf seine Ansitze hatte. Ihre weitere Beweisführung zur konkreten Identifizierung der Stifter des Wandbildes geht jedoch teilweise fehl. Sie schlägt als Stifter die zwei Brüder Gerard und Konrad von der Horst vor, weil sie Mitglieder des Hubertus-Ordens waren. Hiermit verbindet sie  eine Datierung zwischen 1468 und 1475 bzw. 1477 und 1484. Auch wenn diese  Verbindung von Hubertus-Orden und Volto Santo tatsächlich nicht bestand, ist doch  die Zuweisung der Bildstiftung an diese beiden Brüder von der Horst begründet. Konrad war Erbschenk von Berg und gehörte damit zur Hofgesellschaft. Schließlich  fällt das urkundliche Lebensalter der beiden Brüder überwiegend in die 2. Hälfte des 15. Jh.  Aufgrund welcher Lebenserfahrungen sich Gerard und Konrad der Verehrung des Volto Santo zuwandten, muss vorerst offen bleiben. Eine Verehrung der Kümmernis ist jedenfalls auszuschließen. Giesela Cursiefens Überlegungen hierzu haben kein zutreffendes historisches bzw. frömmigkeitsgeschichtliches Fundament. Dem Lebensalter der Brüder entspricht dann die späte stilkritische Datierung der adeligen Bildstiftung. Die auffällige architektonische Balustrade um die Altarmensa mit ihrer Fiale rechts hinten und den Kreuzblumen (Krabben) auf der durchbrochenen Brüstung findet sich auch sehr ähnlich auf der linken Flügel- sowie auf der Mitteltafel des sog. Sebastianaltars von 1493 des Jüngeren Meisters der Heiligen Sippe (tätig in Köln ab 1450 bis um 1515), dagegen nicht auf Werken von Stefan Lochner († 1451). Dieses Architekturmotiv bildete sich in Köln erst in der 2. Hälfte des 15. Jahrhunderts heraus.
Entgegen der landläufigen Meinung wurde das Wandbild in St. Lambertus nicht für den Kümmernis-Kult, sondern für die Verehrung des hl. Kreuzes von Lucca angebracht, wie auch die anderen Wandbilder des Volto Santo der näheren Umgebung in Bonn, Roxel, Schwerte und Soest (alle heute nicht mehr sichtbar oder zerstört).